# Seymeria pinnatifida
Seymeria pinnatifida är en snyltrotsväxtart som beskrevs av William Botting Hemsley. Seymeria pinnatifida ingår i släktet Seymeria och familjen snyltrotsväxter. Inga underarter finns listade i Catalogue of Life.